# 마이크로소프트 테크넷
마이크로소프트 테크넷(Microsoft TechNet)은 마이크로소프트의 웹 포털이자 IT 전문가들을 위한 웹 서비스였다. 여기에는 마이크로소프트 제품에 대한 문서 및 기술 자료를 포함하는 라이브러리, 온라인 교육을 제공하는 학습 센터, 인터넷 포럼, 트라이얼웨어 다운로드를 위한 평가 센터, 마이크로소프트 직원들을 위한 블로그, 그리고 위키가 포함되었다.
테크넷은 원래 마이크로소프트 365 및 어도비 크리에이티브 클라우드와 유사한 소프트웨어 구독 서비스를 제공하여 구독자들이 개인 용도로 서비스형 소프트웨어 라이선스 하에 마이크로소프트 소프트웨어를 다운로드할 수 있도록 했다. 2013년 7월 1일, 마이크로소프트는 테크넷 구독 서비스의 중단을 발표했으며, 구독 구매 및 갱신은 2013년 8월 31일까지 마감되었다.
테크넷에는 2013년 10월부터 중단된 웹 기반 테크넷 매거진도 포함되어 있었다. 과거 호수는 여전히 열람할 수 있다.
2020년 1월 현재, 테크넷은 마이크로소프트 독스로 리디렉션된다.

## 웹사이트
테크넷의 주요 웹 존재는 마이크로소프트와 커뮤니티 전체가 작성한 정보, 문서 및 토론을 제공하는 IT 전문가들을 위한 사이트 모음이었다. 나중에 포럼, 블로그, 라이브러리 주석, 소셜 북마킹과 같은 애플리케이션에 대한 강조와 통합은 테크넷 사이트의 성격을 일방적인 정보 서비스에서 마이크로소프트와 IT 전문가 커뮤니티 간의 열린 대화로 변화시켰다. 주요 웹사이트와 대부분의 구성 애플리케이션은 12개 언어로 제공되었으며, 월 1,150만 명의 트래픽을 생성하고 약 1,100만 개의 문서를 호스팅했다.

### 라이브러리
소프트웨어 개발자를 위한 기술 정보를 담고 있던 MSDN 라이브러리와 유사하게, 테크넷 라이브러리는 IT 전문가 및 고급 사용자를 위한 기술 정보의 원천이었다. 기술 콘텐츠는 웹과 CD 및 DVD에서 무료로 제공되었다. 디스크는 매월 발행되었으며 완전한 마이크로소프트 기술 자료, 서비스 팩, 보안 업데이트, 리소스 키트, 기술 교육, 운영 및 배포 가이드, 백서, 그리고 사례 연구를 포함했다.
2014년 1월, 마이크로소프트는 마이크로소프트 보안 게시판 및 권고 사항이 테크넷 라이브러리에 병합될 것이라고 발표했다.
2016년, 마이크로소프트는 테크넷 및 MSDN 라이브러리를 대체하기 위한 새로운 기술 문서 플랫폼인 마이크로소프트 독스를 도입했다. 이후 2년 동안 마이크로소프트는 자료를 마이크로소프트 독스로 이전했다. 이제 대부분의 테크넷 라이브러리 페이지는 해당 마이크로소프트 독스 페이지로 리디렉션된다.

### 포럼
테크넷 포럼은 커뮤니티가 다양한 IT 전문가 주제를 논의하는 데 사용되는 웹 기반 포럼이다. 테크넷 포럼은 2008년에 스레드의 인라인 미리 보기, AJAX 필터링, 슬라이드업 게시 편집기와 같이 효율성을 향상시키기 위해 설계된 새로운 기능을 제공하는 완전히 새로운 플랫폼으로 마이그레이션되었다.

### 블로그
테크넷은 마이크로소프트 직원의 블로그를 호스팅하는 자체 블로깅 플랫폼을 가지고 있었다. 2020년 5월, MSDN 및 테크넷 블로그는 폐쇄되었고 내용은 마이크로소프트 독스에 보관되었다.

### 위키
테크넷 위키는 위키백과에서 영감을 받은 기술 자료이다. 위키는 커뮤니티 사이트이며 마이크로소프트의 공식 문서를 제공하지 않는다. 커뮤니티에 참여하는 누구나 새로운 주제를 기여하고, 기존 주제를 편집하고 개선하며, 댓글을 제공하고 다른 등록된 사용자를 "친구"로 추가할 수 있다. 위키의 목표는 전통적인 메커니즘보다 출판 마찰이 적고 광범위한 직접 경험 풀에서 더 넓고 깊이 있는 솔루션 콘텐츠(방법, 절차, 문제 해결, 배포)를 제공하는 것을 포함했다.

### 기타
관련 주제에 대한 테크넷 콘텐츠는 다음과 같은 별도의 섹션으로 구성되어 있다.
- 테크넷 평가 센터
- 마이크로소프트 기술 동반 앱
- 마이크로소프트 스크립트 센터
- 테크넷 비디오

### 소셜 북마크
테크넷 소셜의 소셜 북마크는 2008년에 처음 출시되었으며, 사용자 태깅 및 웹 피드를 핵심으로 하는 새로운 웹 플랫폼을 기반으로 구축되었다. 소셜 북마킹 애플리케이션의 목표는 IT 전문가 커뮤니티 구성원이 다음을 수행할 수 있는 방법을 제공하는 것이다.
- 웹 전반의 모든 주제에 대한 고품질 링크 데이터베이스에 기여한다. 하나 이상의 태그(예: "Exchange" 및 "security")로 필터링하여 사용자는 인기 있거나 최신 링크를 검색하고 해당 링크의 피드를 구독할 수 있다.
- 전문가가 추천하는 사이트를 찾아 팔로우한다. 각 프로필 페이지에는 사용자 기여의 피드가 포함된다. 사용자는 각 북마크의 드롭다운 메뉴를 통해 검색할 수 있다.
- 프로필에 표시된 링크를 통해 전문 지식을 보여준다.
- 좋아하는 링크를 온라인에 저장한다.

애플리케이션의 초기 릴리스는 북마클릿 및 가져오기 기능을 포함하여 해당 장르의 표준 기능을 제공한다. 테크넷 웹사이트는 또한 전문가 및 커뮤니티의 소셜 북마크 피드를 관련 블로거의 피드와 함께 표시하기 시작하고 있다.

### 구독 및 다운로드
테크넷은 또한 "테크넷 구독"을 통해 평가 목적으로 마이크로소프트 소프트웨어에 대한 액세스를 제공했다. 연간 구독은 구독이 유지되는 동안에만 잠금 해제되는 평가판 전용 소프트웨어를 제공했다. 스탠다드 구독은 특정 엔터프라이즈 지향 소프트웨어를 제외한 대부분의 소프트웨어에 대한 액세스를 제공했으며 마이크로소프트 E-러닝 컬렉션 하나를 포함했다. 프로페셔널 구독은 더 비쌌고 모든 소프트웨어에 대한 액세스를 제공했으며 두 번의 무료 전문 지원 통화와 두 개의 마이크로소프트 E-러닝 컬렉션을 포함했다.
2013년 7월 1일, 마이크로소프트는 테크넷 평가 센터를 통한 평가 자료, 마이크로소프트 가상 아카데미를 통한 전문가 주도 학습, 테크넷 포럼을 통한 커뮤니티 중재 기술 지원 등 무료 서비스 제공을 확대하는 데 집중하기 위해 테크넷 구독 서비스의 중단을 발표했다. 테크넷 구독을 구매할 수 있는 마지막 날은 2013년 8월 31일이었다. 구독자는 2013년 9월 30일까지 구매한 구독을 활성화할 수 있었다.
마이크로소프트는 기존 구독자들이 새로운 상황에 적응하도록 돕기 위해 90일 연장 계획을 발표했다.

## 테크넷 매거진
2005년에 창간된 테크넷 매거진은 마이크로소프트 기술을 사용하는 IT 전문가에게 시스템 계획, 운영 및 최적화에 대한 정보를 제공하는 월간 인쇄 잡지였으나 현재는 발행 중단되었다. 발행 중단 당시 테크넷 매거진은 미국에서 약 10만 명의 독자를 대상으로 인쇄되었다.

## 같이 보기
- 마이크로소프트 개발자 네트워크
- 마이크로소프트 독스